# Podgarić
Podgarić falu Horvátországban Belovár-Bilogora megyében. Közigazgatásilag Berekhez tartozik.

## Fekvése
Belovártól légvonalban 29, közúton 39 km-re délre, községközpontjától légvonalban 12, közúton 18 km-re délnyugatra, a Monoszlói-hegység keleti lejtőin fekszik. Területének legnagyobb részét bükk és tölgyerdők, kisebb részben gyertyán, hárs, vadcseresznye és gesztenyefák borítják. Az erdőkben sok vízforrás fakad, melyek patakokban egyesülnek, közülük a legjelentősebb a Garešnica. Állatvilága rendkívül gazdag, a leggyakoribb állatfajok a szarvas, a vaddisznó, a muflon és az őz.

## Története
A középkorban területe a határában állt Garics várának uradalmához tartozott. A vár egyes horvát feltételezések (Pavičić) szerint a 9. század végén, vagy a 10. század elején épült, ezt azonban semmilyen forrás nem támasztja alá. A 13. században jelentősen bővítették és megerősítették. A 12. és a 16. század között kiterjedt uradalom központja volt. Az írásos források alapján uradalmának határai délkeleten az Ilova-folyóig, keleten a Klokocevac-Pavlovac vonalig, északon a Česma-folyóig, nyugaton a Sredska és a Krivaja-patakok összefolyásától annak a mai Samarica melletti forrásáig, délen a Garić-patak forrásától a mai Dišniken át a Mogrovac-patak Ilovai torkolatáig terjedtek. Garics első írásos megemlítése „Garig” alakban II. István király 1163-ban kelt okleveléből származik, melyben a zágrábi püspökség birtokának határait írja le. A várat kifejezetten csak egy 1256-os forrás említi „castrum Garig” néven. Birtokosai elég sűrűn változtak. Eredetileg a zágrábi püspökségé volt, majd királyi vár, Ákos Mikcs szlavón báné, Pécsi Pálé, azután ismét a királyé, a 15. században Tallóci Matkóé, de közben volt királynéi birtok is. Végül 1544-ben a zágrábi püspökségtől foglalta el a török, ezután nagyon lepusztult állapotba került.
A vár alatt a középkorban jelentős mezőváros is volt, melyet „Garyguasarhel”, azaz Garicsvásárhely néven említenek. Ennek megléte már 1256-ban bizonyos volt, amikor a vár közelében garicsi vendégnépeket (hospites) említenek. Feltehetően élénk kereskedelmi élet folyt itt. A vár alatt állt az 1295-ben alapított Szent Mária kolostor, mely az ország legrégebbi és legjelentősebb kolostorai közé tartozott. Pavičić horvát történész Garicsvásárhelyt a mai Gornja Garešnica falu területére helyezi, mely valóban a vár közelében található. Mások a mai Podgarić települést tartják a középkori település utódjának. A zágrábi püspökség plébániáinak 1334-es leírásban megemlítik a település Szűz Mária tiszteletére szentelt („beate Virginis de Garig”) templomát is. Garics várát 1544-ben foglalta el a török, a lakosság az ország biztonságosabb északnyugati részeire menekült. A térség mintegy száz évre lakatlanná vált.
1774-ben az első katonai felmérés térképén „Dorf Podgarich” néven szerepel. A Horvát határőrvidék részeként a Kőrösi ezredhez tartozott. Lipszky János 1808-ban Budán kiadott repertóriumában „Podgarich” a neve.
Nagy Lajos 1829-ben kiadott művében „Podgarich” néven 23 házzal, 8 katolikus és 112 ortodox vallású lakossal találjuk. A település 1809 és 1813 között francia uralom alatt állt.
A katonai közigazgatás megszüntetése után Magyar Királyságon belül Horvátország része, Belovár-Kőrös vármegye Garesnicai járásának része lett. A településnek 1857-ben 206, 1910-ben 207 lakosa volt. Lakói mezőgazdaságból, állattartásból éltek. 1918-ban az új szerb-horvát-szlovén állam, majd később Jugoszlávia része lett. 1941 és 1945 között a németbarát Független Horvát Államhoz, majd a háború után a szocialista Jugoszláviához tartozott. A háború után a fiatalok elvándorlása miatt lakossága folyamatosan csökkent. 1991-től a független Horvátország része. 1991-ben lakosságának 62%-a szerb, 20%-a horvát nemzetiségű volt. A délszláv háború idején mindvégig horvát kézen maradt. 2011-ben a településnek 47 lakosa volt.

## Lakossága

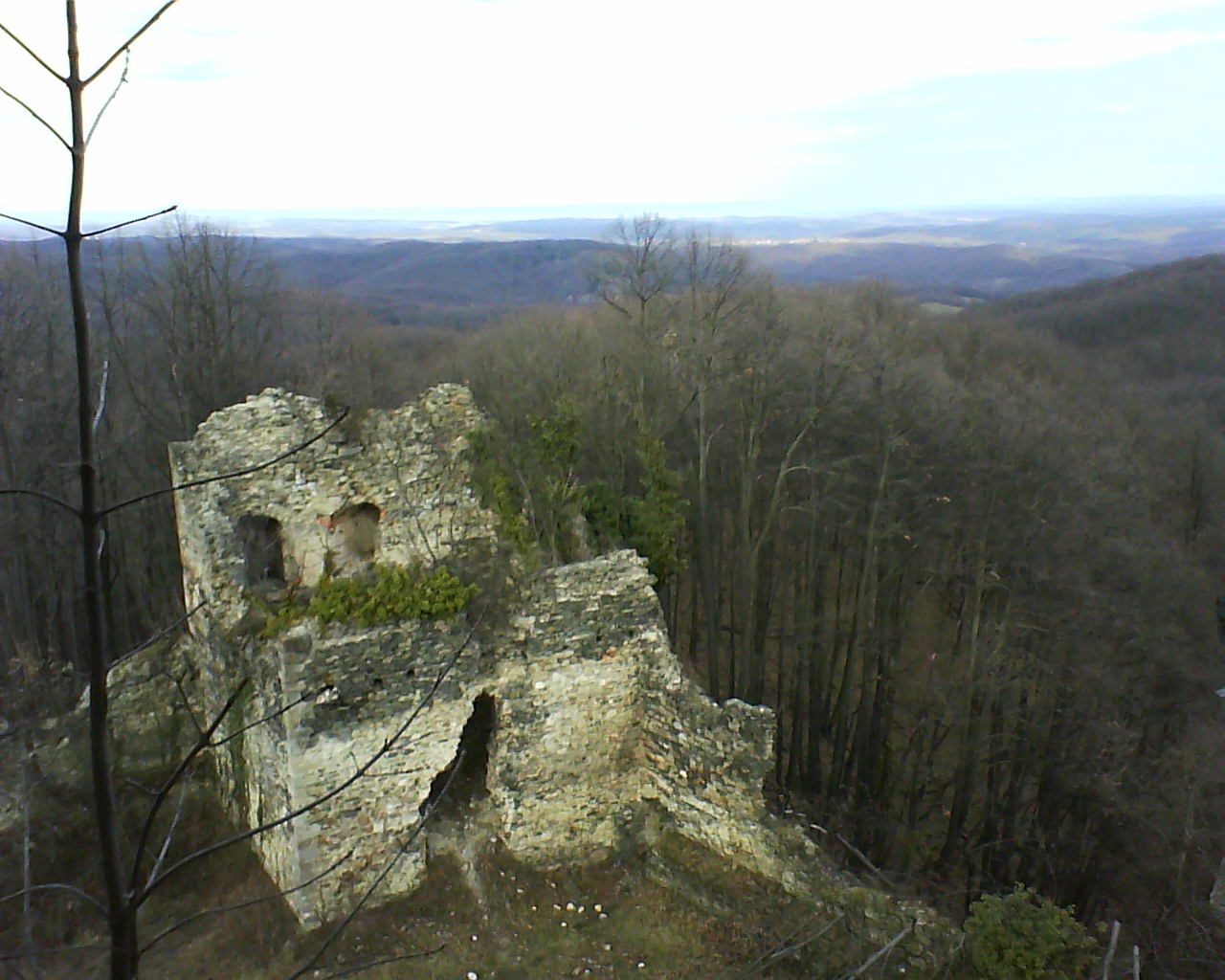
Garics várának romjai

| Lakosság változása | Lakosság változása | Lakosság változása | Lakosság változása | Lakosság változása | Lakosság változása | Lakosság változása | Lakosság változása | Lakosság változása | Lakosság változása | Lakosság változása | Lakosság változása | Lakosság változása | Lakosság változása | Lakosság változása | Lakosság változása |
| ------------------ | ------------------ | ------------------ | ------------------ | ------------------ | ------------------ | ------------------ | ------------------ | ------------------ | ------------------ | ------------------ | ------------------ | ------------------ | ------------------ | ------------------ | ------------------ |
| 1857               | 1869               | 1880               | 1890               | 1900               | 1910               | 1921               | 1931               | 1948               | 1953               | 1961               | 1971               | 1981               | 1991               | 2001               | 2011               |
| 206                | 178                | 160                | 182                | 203                | 207                | 213                | 260                | 196                | 184                | 172                | 115                | 92                 | 76                 | 68                 | 47                 |

## Nevezetességei
- Garics várának tekintélyes romja[6] a monoszlói-hegység északi lejtőin, a település felett 356 méteres tengerszint feletti magasságban, erdőktől körülvéve található. A várhoz meredek, aszfaltozott út vezet fel. A középkorban nagy jelentőségű erősséget a török 1544-ben foglalta el, amikor részben megsemmisült, részben romos állapotba került. A várnak megmaradt a lakó és az öregtornya és jól láthatók a várat övező árkok, valamint a kapuk és a híd helye is. A falakon belül, némi épületmaradványok alapfalai is megfigyelhetők.A romok környékét a legutóbbi időkben tisztították ki és a területet rendezték.

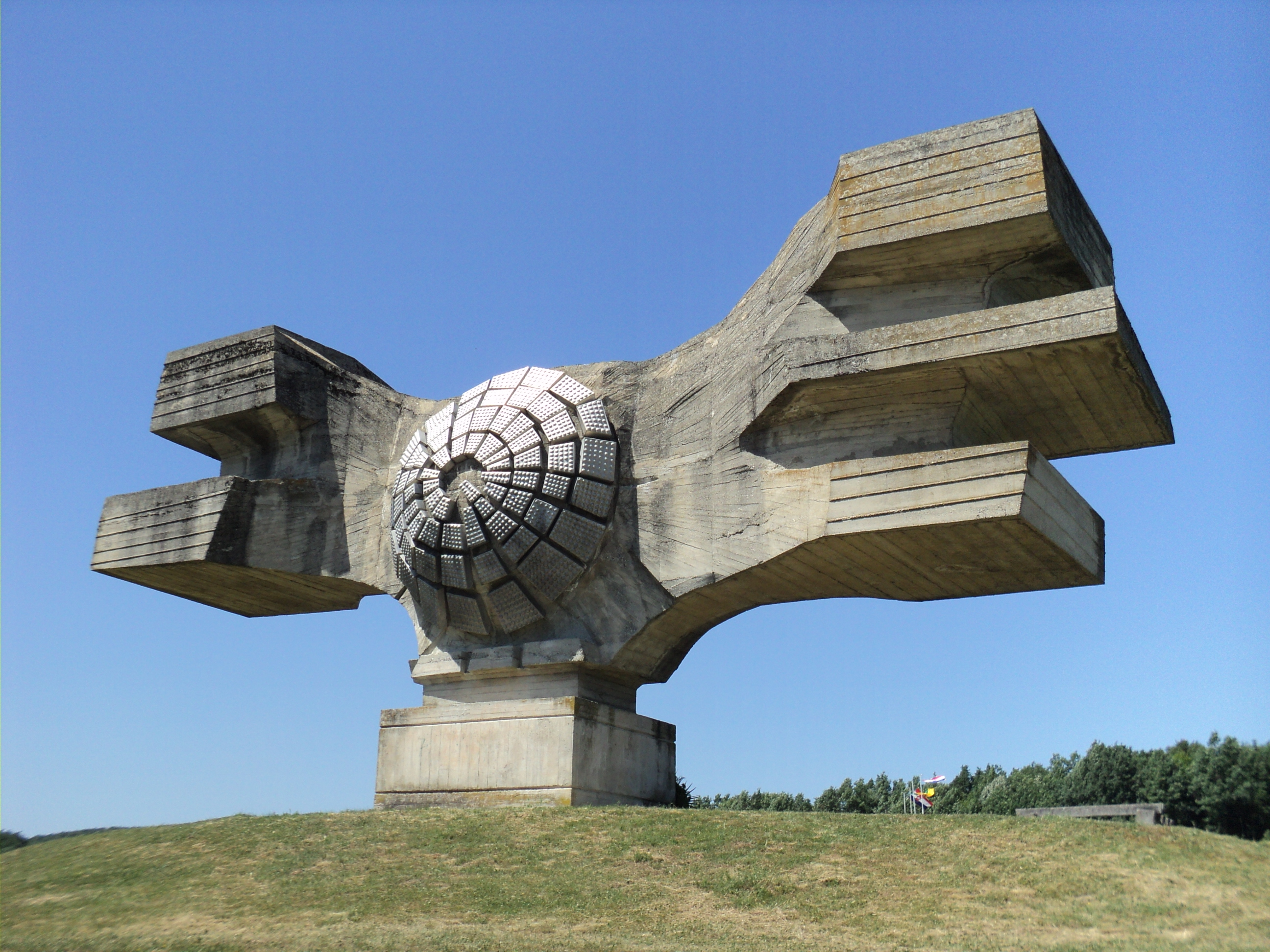
A monoszlói felkelés emlékműve

- A település határában található a II. világháború idején zajlott monoszlói népfelkelés monumentális emlékműve, Dušan Džamonja szobrászművész 1967-es alkotása. A háború idején itt gyűltek össze a térség partizánalakulatai, hogy harcoljanak a német megszállók és a velük szövetséges usztasa és csetnik csapatok ellen. A közelben három partizánkórház is működött. Az emlékmű területén partizánsírok is találhatók. Az emlékmű megépülése után megemelkedett turizmus kiszolgálására építették a három csillagos „Vila Garić” szállodát. A közelében a Kamenjača-patak elrekesztésével mesterséges tavat hoztak létre. A szállodának több sportpályája van, közelében pedig motocross-pálya működik. A környéken kerékpárutakat, turistaösvényeket alakítottak ki.

## Galéria
- Podgarić látképe
- A Podgarići-tó
- Garics várának kapuja
- Garics – a lakótorony romjai
- Garics – a lakótorony romjai
- Forrás a vár alatt